# Aus meinem Leben. Dichtung und Wahrheit

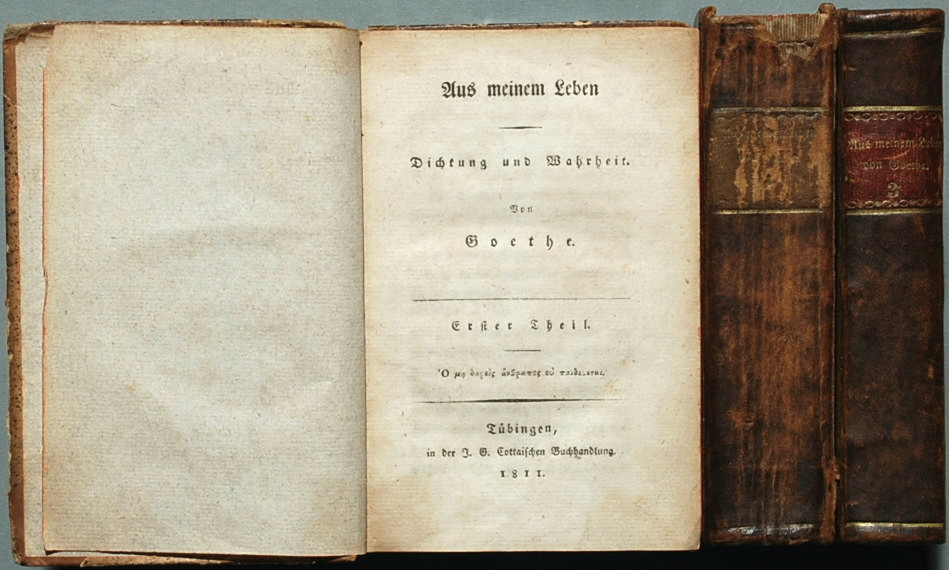
Titelblatt des Erstdruckes

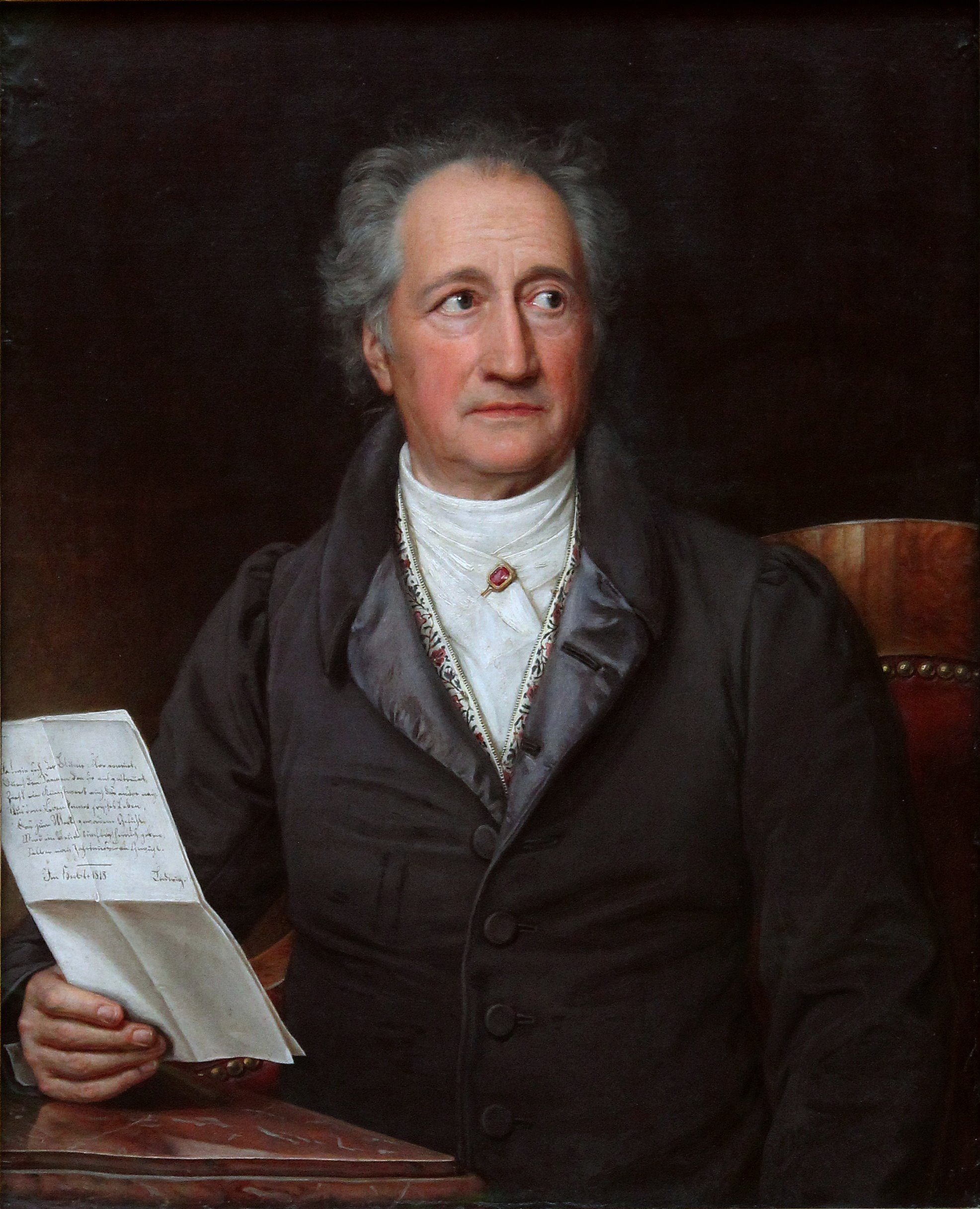
Goethe im Jahre 1828

Aus meinem Leben. Dichtung und Wahrheit ist ein zwischen 1808 und 1831 entstandenes Buch, in dem Johann Wolfgang von Goethe Erlebnisse aus seinem Leben aus den Jahren von 1749 bis 1775 verarbeitet.

## Entstehung
Am 11. Oktober 1809 begann Goethe mit der Konzeption einer Autobiographie (Tagebücher: „Schema einer Biographie“). In den letzten Tagen des Januars 1811 setzte die Ausarbeitung ein. Am 17. Juni 1811 gab er das erste Buch von Band I in Druck, am 25. Juli das zweite und dritte. Am 4. Oktober 1812 wurde der Schluss von Band II in Druck gegeben. Band III erschien vier Wochen vor Ostern 1814 (Tag- und Jahreshefte). Spätestens am 8. April 1813 fasste Goethe den Entschluss, die Arbeit an der Biographie ruhen zu lassen (nicht gedruckte Vorrede zu Band III), um lebende Personen nicht zu verärgern (Brief an Eichstädt vom 29. Januar 1815; Gespräch mit Boisserée am 3. Oktober 1815). Nachrichten über die Fortführung von Band IV finden sich aus den Jahren 1816, 1817, 1821, 1824 und 1825. Die endgültige Redaktion Goethes von Band IV setzte erst am 9. November 1830 ein. Band IV (= Vierter Theil, Buch sechzehn bis zwanzig, 195 Seiten) erschien 1833 nach Goethes Tod in Goethe’s Werke. Vollständige Ausgabe letzter Hand (Band 48).
Goethe verstand Dichtung und Wahrheit als „Erste Abteilung“ der Gesamtdarstellung seines Lebens. Als „Zweite Abteilung“ setzen nach einer zeitlichen Lücke von etwa elf Jahren die Italienische Reise, die Kampagne in Frankreich und die Belagerung von Mainz die Darstellung fort. Wegen der lückenhaften Verwirklichung des Gesamtkonzepts wurde der Titel Aus meinem Leben in der Rezeption der Ersten Abteilung zunehmend vom Untertitel Dichtung und Wahrheit verdrängt.
Als Grund für das Schreiben einer Lebensgeschichte verweist Goethe im Vorwort auf zahlreiche Nachfragen, wie ein einzelner Mensch so viele und so verschiedene Werke schreiben konnte. Er möchte mit dem Buch die dahinterstehende Person, deren Entwicklung und die Hintergründe der Vielseitigkeit seiner Schriften erklären.

## Inhalt

### Kindheit und Jugend

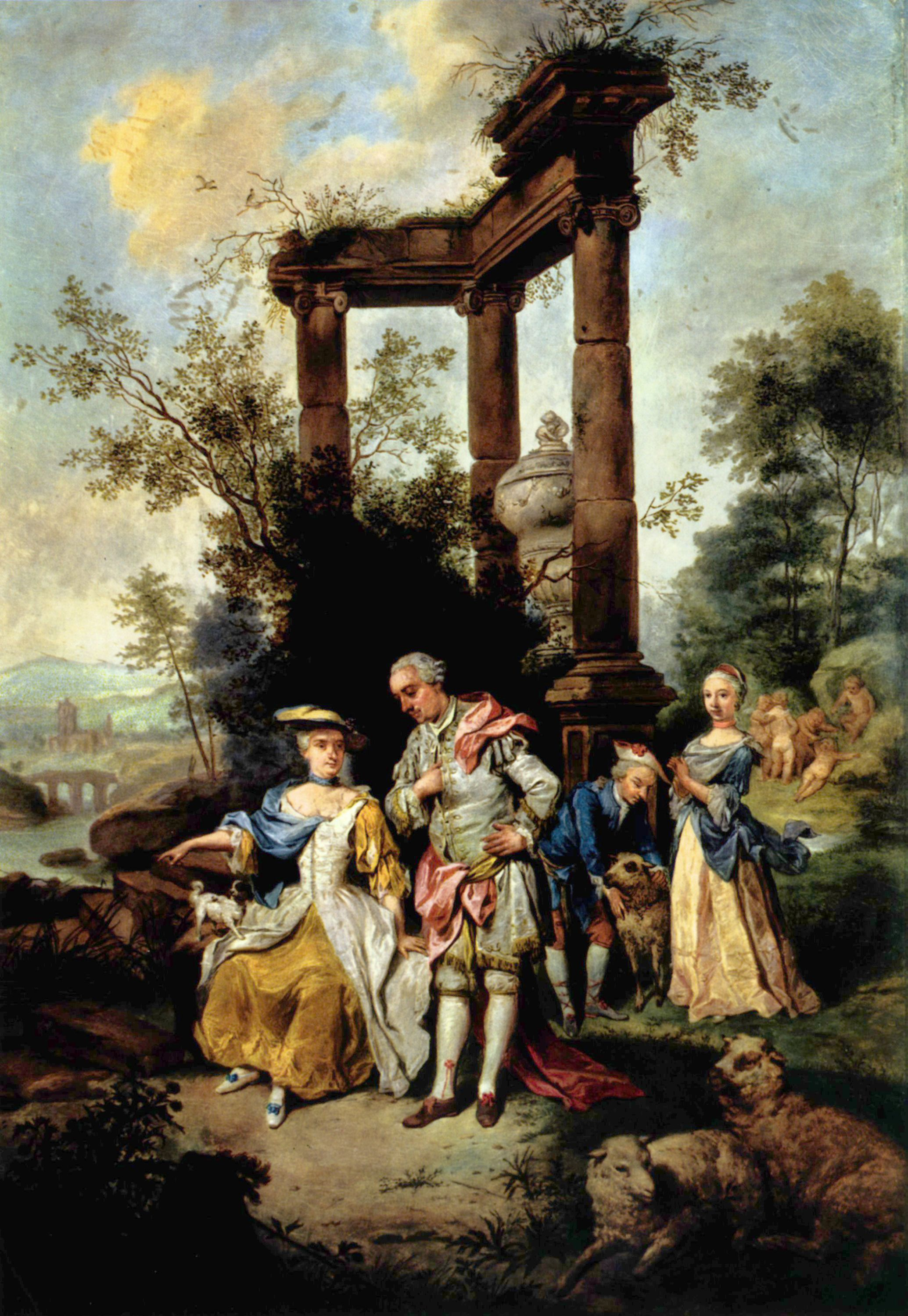
Familie Goethe in Schäfertracht auf einem Gemälde von Johann Conrad Seekatz (1762). Von links nach rechts: Catharina Elisabeth Goethe, Johann Caspar Goethe, Johann Wolfgang Goethe, Cornelia Goethe

Die ersten Kapitel widmet Goethe seiner Kindheit in Frankfurt am Main, wobei das Geschick seines Vaters, seine Schulbildung, die französische Besatzung Frankfurts im Siebenjährigen Krieg und das enge Verhältnis zu seiner Schwester Cornelia für diese Zeit prägend sind. Er wird zuhause vom Vater und teilweise vom Hauslehrer vor allem in Sprachen, sowohl modernen als auch toten, unterrichtet, erprobt sich in den bildenden Künsten und entdeckt ein Talent für das Dichten.
Durch die Besatzung der Franzosen und die Einquartierung eines Königsleutnants bei den Goethes lernt er Kaufleute und Maler kennen und hat direkten Kontakt zu den Protagonisten der Hochkultur Frankfurts und dessen Umgebung. Er lernt dadurch auch Französisch und schreibt erste kleine Stücke für das Theater.
In seiner Jugend wiederum kommt er in Kontakt mit anderen jungen Menschen und lernt dadurch auch seine erste große Liebe Gretchen kennen. Die jungen Leute überreden ihn dazu, einen von ihnen seinem Großvater vorzustellen, allerdings nur, um einen Betrug zu begehen, was schließlich zu einem Ausschluss der ganzen Gruppe, bis auf Goethe, aus Frankfurt und damit auch zur Trennung von Gretchen führt. Um diesen Liebeskummer zu überwinden, entschließt sich Goethe, am anderen Ende des Landes, in Leipzig, ein Studium der Rechtswissenschaften zu beginnen.

### Studium

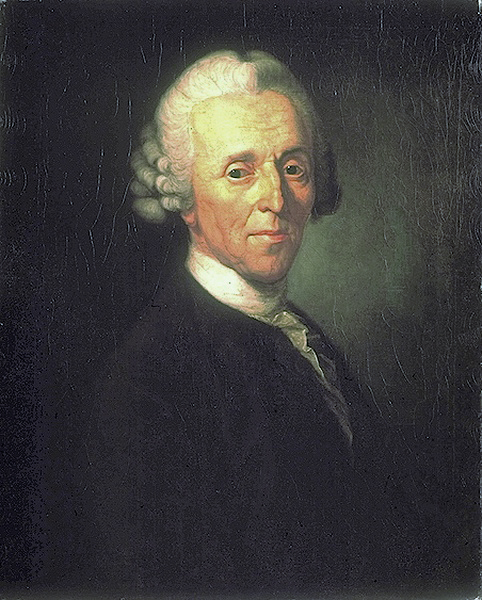
Christian Fürchtegott Gellert (* 1715; † 1769)

In Leipzig bezieht er zusammen mit einem mittellosen Theologen ein Zimmer bei einer alten Wirtin und stellt schnell fest, dass ihn statt der Rechtswissenschaft eher die Literaturwissenschaft und da vor allem die Vorlesungen von Christian Fürchtegott Gellert interessieren. Er überredet deshalb den Freund seines Vaters, der in Leipzig über seine Ausbildung wachen soll, diese besuchen zu dürfen, und belegt nur noch dem Schein nach Veranstaltungen in den Rechtswissenschaften. Hinzu kommt Zeichenunterricht bei Adam Friedrich Oeser, zu dem auch viele Gespräche zählen, die ihn nachhaltig prägen. Unterbrochen wird das Studium durch einen schweren Blutsturz, der ihn fast tötet, und eine Geschwulst auf der linken Halsseite, was beides zusammen schließlich dazu führt, dass er zu seinen Eltern nach Frankfurt zurückkehrt, um zu genesen.
Dort lernt er Susanne von Klettenberg kennen und ist von ihrer Religiosität tief beeindruckt, außerdem nutzt er die Zeit im Krankenlager, um alte Briefe und Werke durchzusehen und beinahe alle zu vernichten. Nur Die Laune des Verliebten und Die Mitschuldigen bleiben aus seiner Zeit in Frankfurt und Leipzig erhalten. Das Verhältnis zu seinem Vater verschlechtert sich indes, weil der ihn für einen Kränkling hält.

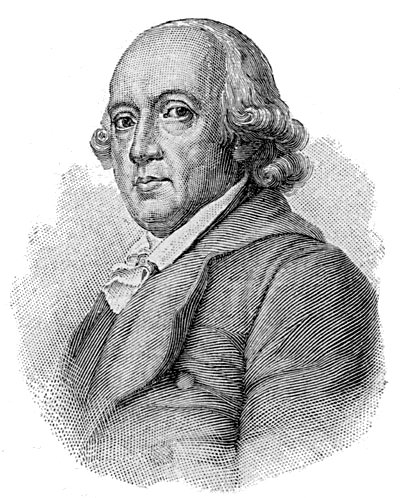
Johann Gottfried Herder
(* 1744; † 1803)

Um sein Studium abschließen zu können und anschließend promoviert zu werden, zieht Goethe nach seiner Genesung nach Straßburg und findet dort durch die Kontakte seines Vaters schnell einen Tutor, der ihn auf das Examen vorbereitet. Sein Desinteresse an den Rechtswissenschaften ist allerdings geblieben, sodass er sich wiederum eigenen Forschungen zuwendet, dieses Mal im Bereich der Geschichtswissenschaft. Hinzu kommen enge Kontakte zu Medizinstudenten, die dazu führen, dass er selbst auch einige Vorlesungen aus diesem Bereich hört.
Neben den Studien widmet sich Goethe seiner gesellschaftlichen Kompetenz und frischt seine Kenntnisse im Gesellschaftstanz auf. Im Hause des Tanzlehrers lernt er auch dessen zwei Töchter kennen, verliebt sich in die vergebene jüngere, während sich die ältere in ihn verliebt und, weil er die Liebe nicht erwidert, ihn schließlich verflucht.
Außerdem lernt er Johann Gottfried Herder kennen, der sich bereits einen Namen gemacht hat, während Goethe noch gänzlich unbekannt ist. Umso mehr ist er von ihm beeindruckt und schildert seine einnehmende Persönlichkeit und sein gutes Aussehen ausführlich.
1771 schließt Goethe das Studium im zweiten Anlauf mit einer Promotion in Straßburg ab, nachdem diese im ersten Versuch abgelehnt wurde.

### Erste dichterische Versuche
Nachdem er sein Studium abgeschlossen hat, geht Goethe nach Darmstadt, begegnet dort Johann Heinrich Merck und wird in den Darmstädter Kreis eingeführt. Er arbeitet in dieser Zeit an seinem Faust, kommt eigenen Aussagen nach gut voran und stellt Götz von Berlichingen fertig. Trotzdem wird er von Herder weiterhin kritisiert und geneckt. Außerdem trennt er sich von Friederike Brion brieflich, hat anschließend wieder Liebeskummer und versucht, über diesen durch das Schreiben von Gedichten hinwegzukommen. Es entstehen Wandrers Sturmlied und die Figur der Marie im Clavigo.
Im Sommer ist er Praktikant am Reichskammergericht in Wetzlar und schreibt dort nebenher Die Leiden des jungen Werthers. In Dichtung und Wahrheit beschreibt er eine Übersicht über mögliche Vorlagen der dort vorkommenden Figuren und nimmt Bezug auf zahlreiche Spekulationen, sowohl aus der Entstehungszeit des Buches als auch zu Diskussionen der Gegenwart, ohne allerdings konkret Personen und Figuren zu nennen. Im Gegensatz zu Götz von Berlichingen gelang ihm der Werther fast von selbst und auch bei Lesern und Verlagen kam er besser an.
Im November desselben Jahres, nach dem tragischen Tod seines Freundes Karl Wilhelm Jerusalem, kehrt er nochmals nach Wetzlar zurück, um Einzelheiten und Hintergründe der Geschehnisse zu verarbeiten.

### Durchbruch

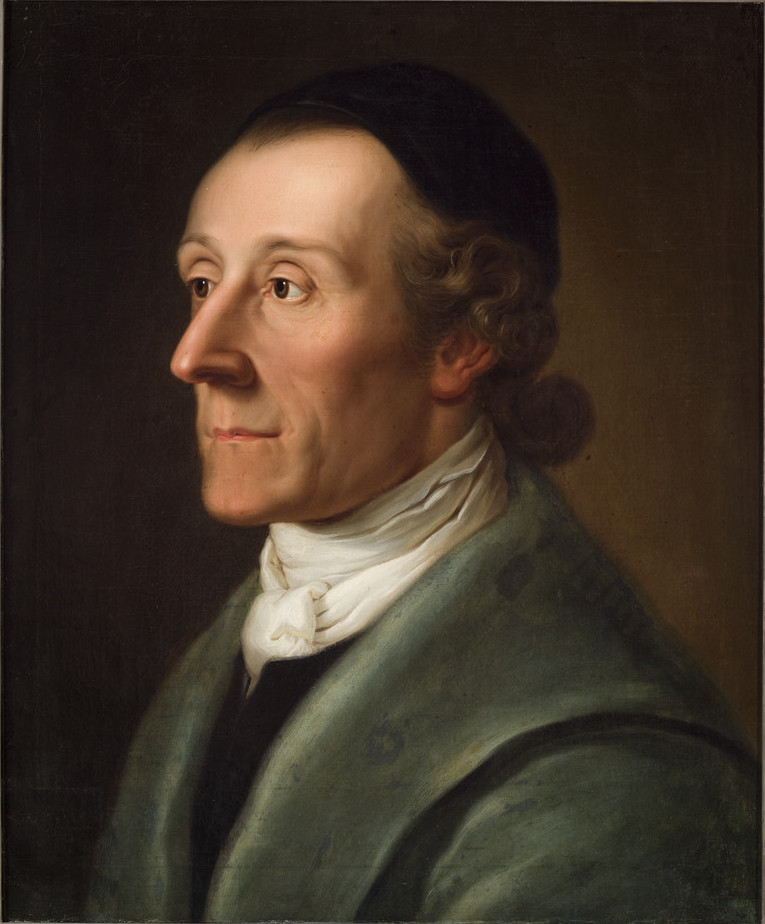
Johann Caspar Lavater, Gemälde von Alexander Speisegger, 1785, Gleimhaus Halberstadt

Danach geht er nach Frankfurt zurück und erzählt von seinen Versuchen, seine ersten Schriften zu veröffentlichen. Er selbst hält viel auf Die Mitschuldigen, findet aber keinen Verleger dafür. Merck soll ihn deshalb unterstützen, beim Versuch für Götz von Berlichingen und Werther einen Verleger zu finden, was unter anderem auch zur Überlegung führt, Teile des Werther umzuschreiben, was ihm Merck allerdings wieder ausredet. Er schickt ihn unbearbeitet ab und der große Erfolg sowie der öffentliche Zuspruch geben ihm Auftrieb.
Nach einigen Bekanntschaften mit der höheren Klasse wie dem Weimarer Erbprinzen Karl August von Sachsen-Weimar-Eisenach reist er nach Mainz und streitet sich erneut mit seinem Vater, der als reichsbürgerlich Gesinnter solche Kontakte ablehnt. Insbesondere seine Satire Götter, Helden und Wieland erntet trotz der Befürchtungen Goethes große Begeisterung. Gleichzeitig zu seinem Erfolg bemerkt er, dass er finanziell nicht in gleichem Maße profitieren kann, wie es ihm eigentlich zustehen würde, und macht dafür den Raubdrucker Christian Friedrich Himburg verantwortlich. Außerdem erzählt er von Lili und ihrem Verhältnis, das in diese Zeit fällt.
Gegen den Rat Mercks reist Goethe anschließend mit den beiden Grafen Christian zu Stolberg-Stolberg und Friedrich Leopold zu Stolberg-Stolberg in die Schweiz. Merck hat noch kritisiert, dass sie ihn ablenken würden von dem Wirklichen, an dem der Adel kein Interesse hätte, wohingegen das der eigentliche Grund für den Erfolg Goethes sei. Auf dem Weg begegnet er in Karlsruhe dem jungen Herzog von Sachsen-Weimar und besucht in Emmendingen seine mittlerweile verheiratete Schwester Cornelia. Während er sie für die Ehe als untauglich ansieht, rät sie ihm wiederum dazu, sich von Lili zu trennen. Anschließend reist er weiter nach Zürich zu Johann Caspar Lavater und trifft dort auch Jakob Ludwig Passavant.
Zurück in Frankfurt trifft er auf Lili, die ihrerseits dazu überredet wurde, sich von ihm zu trennen. Um den darauf folgenden Liebeskummer zu betäuben, widmet er sich erneut dem Schreiben. In diese Zeit fallen das Singspiel Erwin und Elmire sowie Egmont. Im Gegensatz zum Götz von Berlichingen betont Goethe hier, sofort mit den Hauptteilen begonnen zu haben, was ihm die Arbeit erleichterte. Hinzu kommt die Freundschaft mit den Malern Georg Melchior Kraus und Jakob Philipp Hackert, die ihn unterstützen.

## Rezeption
Schon die Gattungsbezeichnung für das Werk Goethes ist – genau wie seine Interpretation – umstritten. Einerseits muss es gemeinsam mit Teilen der Farbenlehre und Aufzeichnungen zu Teilen seines Lebens als Teil seines „autobiographischen Projekts“ angesehen werden, andererseits schreibt schon Goethe selbst in der Einleitung und in weiteren das Werk kommentierenden Briefen von einem Märchen.
Darüber hinaus stellt sich generell die Frage, inwiefern man es beim Lesen des Textes mit einer Autobiographie, also einem Rückblick auf das eigene Leben zu tun hat oder aber nur mit einer Inszenierung einer solchen durch einen Literaten. Im 19. Jahrhundert und in einigen Beschreibungen wurde und wird es als historisches Werk gelesen, Gabriele Blod nennt dazu exemplarisch Karl Wolfgang Becker, Ursula Wertheim, Hans Mayer, Karl Joachim Weintraub und Friedrich Kemp.
Dagegen ist seit den 1970er-Jahren eine Verschiebung des Diskurses und der Wertung von Autor und Werk festzustellen, insbesondere durch neue Erkenntnisse in Bezug auf die Anthropologie und solche der Diskurstheorie, verbunden mit der literaturwissenschaftlichen Debatte über den „Tod des Autors“.

## Illustration
Eugen Klimsch.

## Ausgaben

### Erstausgaben
- Johann Wolfgang von Goethe: Aus meinem Leben. Dichtung und Wahrheit. 3 Bände. Cotta, Tübingen 1811–1814.
  - Band 1 (1.–5. Buch): Cotta, Tübingen 1811 (Digitalisat und Volltext im Deutschen Textarchiv).
  - Band 2 (6.–10. Buch): Cotta, Tübingen 1812 (Digitalisat und Volltext im Deutschen Textarchiv).
  - Band 3 (11.–15. Buch): Cotta, Tübingen 1814 (Digitalisat und Volltext im Deutschen Textarchiv).
- Band 4 (16.–20. Buch): Johann Wolfgang von Goethe: Goethe’s Werke. Vollständige Ausgabe letzter Hand. Band 48. Cotta, Stuttgart/Tübingen 1833 (Digitalisat).

### Moderne Ausgaben (Auswahl)
- Johann Wolfgang von Goethe: Poetische Werke, Band 8. Phaidon Verlag, Essen 1999, ISBN 3-89350-448-6, S. 9–536 (Nachdruck der Cotta-Ausgabe,  Stuttgart 1952).
- Johann Wolfgang Goethe: Aus meinem Leben. Dichtung und Wahrheit. In: Hans-Heinrich Reuter, Annemarie Noelle, Gerhard Seidel (Hrsg.): Goethe – Berliner Ausgabe. 4. Auflage. Band 13. Aufbau-Verlag, Berlin/Weimar 1976 (mit Register zu den autobiographischen Schriften in Band 16).
- Johann Wolfgang Goethe: Aus meinem Leben. Dichtung und Wahrheit. In: Karl Richter u. a. (Hrsg.): Sämtliche Werke nach Epochen seines Schaffens. Münchner Ausgabe. Band 16. Carl Hanser Verlag, München/Wien 1985.